# Alexander Romanovskij-Iskander
Alexander Nikolajevitj Romanovskij-Iskander, född 1887, död 1957, var en rysk furste. Han var son till storfurst Nikolaj Konstantinovitj av Ryssland. Hans barn var de enda medlemmar av tsarhuset som blev kvar i Ryssland efter ryska revolutionen, och som levde sina liv i Sovjet.  

## Biografi
Alexander Nikolaevitj föddes i Tasjkent den 3 (15) november 1887 som son till storfurst Nikolaj Konstantinovitj av Ryssland, som levde i exil i Tasjkent, och Nadezjda Alexandrovna Dreyers (1861–1929), som var dotter till en polis.  
Han omfattades inte av sin fars förvisning, utan fick tillstånd att studera i Sankt Petersburg. Utexaminerad från Kejserliga Alexander Lyceum 1911. Han befordrades till officer bland frivilliga 1915. Han tjänstgjorde i Livgardet. 
Deltagare i första världskriget. 

### Revolutionen
I april 1918 återvände han till Tasjkent, efter att ha tagit sig från Krim, där han i staden Yevpatoria, på Röda Korsets sjukhus, återhämtade sig från en allvarlig hjärnskakning. Några månader reste han till Moskva och sedan till Petrograd, där han kunde samla in pengar och personliga tillhörigheter. Därefter begav han sig till Turkestan via Orenburg. Strax innan han återvände den 14 (27) januari 1918 dog hans far. Hans mor hjälpte honom att få jobb som assistent till domaren i det fjortonde distriktet, I. N. Yasklovsky, där han arbetade fram till januari 1919. 

### Inbördeskriget
Den 19 januari 1919 bröt ett uppror ut i Tasjkent. I januari 1919 deltog prins Alexander Iskander i det väpnade upproret mot bolsjevikerna som kompanichef. Efter misslyckandet med Tasjkent-upproret var han arrangören av bildandet av Tasjkent-officers partisanavdelning, med 101 personer.
Avdelningen som A.N Iskander befann sig i gjorde en svår övergång från Tasjkent genom bergen till Ferganadalen i januari 1919. Från mars 1919 kämpade avdelningen tillsammans med lokala anti-bolsjevikiska formationer mot de röda enheterna, och sedan med resterna av avdelningen kvar till Bukhara, behöll Emiratet i Bukhara vid den tiden fortfarande sin självständighet. På hösten 1919 gjorde han tillsammans med en grupp officerare en resa på hästryggen från Buchara till Iran genom Karakumöknen för att förena sig med enheter från Turkestanska armén. Efter bolsjevikernas nederlag för delar av den turkestanska armén, tillsammans med resterna av den turkestanska armén, lämnade han via Krasnovodsk på fartyg av den kaspiska flottiljen från de väpnade styrkorna i södra Ryssland till Dagestan.
Från mars 1920 på Krim, var han plutonchef i en skvadron av sitt regemente, tilldelades ett pris för tapperhet. 

### Exil
Efter evakueringen av den ryska armén seglade han med general Baron P.N. Wrangel och resterna av armén till Gallipoli från Krim. Hans hustru och två barn blev kvar i Ryssland, och han återsåg dem aldrig igen. 
I exil var han först i Grekland på inbjudan av sin faster och gudmor, änkedrottningen av Grekland, Olga Konstantinovna. Efter att ha vägrat hennes hjälp arbetade han som taxichaufför i Aten. Senare flyttade han till Frankrike, där han också arbetade som taxichaufför, kock, nattvakt och bud.

## Familj
Första äktenskapet: 1912 med Olga Iosifovna Rogovskaya (1893-1962), med vilken han fick två barn. Förblev i Ryssland, sedan Sovjetunionen. Barnen bar efternamn och patronym efter hennes andra make, N. N. Androsov:
- Kirill Nikolaevich Androsov (Prins K. A. Iskander) (5.12.1914 - 7.2.1992);
- Natalya Nikolaevna Androsova (Princess N. A. Iskander) (10.2. 1917 - 25.07.1999) - den sista representanten för Romanovs i den kvinnliga linjen, som bodde i Sovjetunionen, sedan i Ryska federationen.

År 1930, i Paris, gifte Alexander Nikolaevich sig för andra gången, med Natalia Konstantinovna Khanykova (30 december 1893 - 20 april 1982).